# Helena Moreno
Helena Moreno (29 de febrero de 1989), también conocida como Helena Morena, es una actriz angoleña.

## Carrera
Helena Moreno nació el 29 de febrero de 1989 en Luanda, Angola. Creció en el seno de una humilde familia.
Su primera aparición en televisión ocurrió en 2002, cuando realizó un pequeño papel en la telenovela angoleña Revira Volta. Retornó a la televisión, esta vez en un papel importante, interpretando el personaje de Weza Henriques Pereira en Sweet Pitanga. Esto la llevó a presentar el programa radial Bombástico. Siguió interpretando papeles menores, hasta que en 2012 fue escogida para personificar a Marisa Lemos en la serie Windeck. Recibió un reconocimiento en 2014 junto con las actrices Maria do Rosário Amadeu y Nadir Taty por su trabajo en beneficio de las artes angoleñas.

## Plano personal
Moreno anunció en 2016 que esperaba un bebé con su novio Milton Miguel.